# Массовые казни в Змиёвской балке

Памятник жертвам массовых казней в Змиевской балке

Массовые казни в Змиёвской балке — массовые казни жителей Ростова-на-Дону во время Второй мировой войны. В августе 1942 года германскими оккупантами были расстреляны и умерщвлены иными способами около 27 тысяч человек. Это место самого большого массового уничтожения евреев на территории РСФСР в период Холокоста. В настоящее время в Змиёвской балке находится мемориальный комплекс.

## Предыстория
В ходе Второй мировой войны германские войска захватывали Ростов-на-Дону дважды. Первая оккупация была кратковременной (17—28 ноября 1941) и организовать массовое истребление евреев нацисты не успели (хотя в ходе расправ с населением около 1000 евреев были убиты). 
Во второй раз Ростов был взят 24 июля 1942 года. Вскоре после этого были изданы приказы о поголовной регистрации евреев с 14 лет и ношении ими специальных опознавательных знаков.

## Массовые казни
Общее руководство уничтожением евреев, военнопленных и других людей в этом регионе осуществляло руководство айнзатцгруппы «D», командующий — Вальтер Биркамп. Непосредственным организатором расстрела являлся начальник зондеркоманды СС 10-a оберштурмбанфюрер Курт Кристманн.
5 — 6 августа 1942 года советские военнопленные вырыли в Змиёвской балке большие ямы и рвы, после чего были там же расстреляны.
9 августа был опубликован приказ шефа зондер-команды СС–10-а доктора Г. Герца , предписывающий еврейскому населению Ростова явиться к 8 часам утра 11 августа на сборные пункты для «переселения» в особый район с целью защиты евреев от насилия со стороны нееврейского населения, якобы имевшего место в предшествующие дни.
В этот день в песчано-каменном карьере и соседней роще были убиты  около 15 тысяч евреев. Расстрелы продолжались  даже ночью и в последующие дни.
Материалы о  расстрелах в районе Змиевской балки, которые были составлены в ноябре 1943 года, вошли в материалы Чрезвычайной государственной комиссии по учёту ущерба, причинённого оккупантами.
Среди погибших в Змиёвской балке была известный психоаналитик Сабина Шпильрейн и две её дочери,  советская поэтесса и журналистка Елена Ширман и её родители.
9 апреля 2020 года Главное следственное управление следственного комитета Российской Федерации возбудило уголовное дело по признакам преступления, предусмотренного статьёй 357 УК РФ (геноцид) по результатам процессуальной проверки и изучения архивных материалов о массовых убийствах мирных граждан в период Второй мировой войны на территории Ростовской области, в том числе и в Змиёвской балке.

## Мемориал
В начале 1950-х годов в устье Змиёвской балки, вблизи дороги, были установлены  два временных памятника: обелиск и тиражная скульптура «Клятва товарищей».
В начале 1970-х годов  в соответствии с генеральным планом развития города было запланировано соединить магистралью городского значения улицу Мечникова с Западной промышленной зоной. Новая дорога должна была проходить через места массовых расстрелов и захоронений 1942 года.
К 1973 году была проложена  лишь часть трассы с устройством нового железнодорожного переезда,которая  выходила на улицу Доватора. На участке местности  между автострадой и железной дорогой  было предложено установить мемориал памяти жертв фашизма, в процессе сооружения которого  тиражный скульптурный памятник и обелиск демонтировали.
Создание Мемориального комплекса инициировал скульптор Николай Аведиков. Возглавлять творческий коллектив было поручено главному  архитектору города Норальду Нерсесьянцу. Также активное участие в создании мемориала приняли архитектор Рубен Мурадян, скульпторы Николай Аведиков, Борис и Евгения Лапко.
Денежные средства и материалы на сооружение мемориала выделили ростовские предприятия. 
Мемориальный парк включает в себя крутые и пологие склоны, поросшие разнотравьем и приземистыми деревцами лоха серебристого. На северном склоне у трассы открыт  парадный вход, определяемый Траурным залом. Он создан в виде бетонного объёма, врезанного в склон рельефа с обзорной площадкой на перекрытии.
От зала по склону в низину идет Аллея скорби, на ней находится чаша Вечного огня. Ряд пилонов, которые напоминают склонённые знамёна, прерывается символическими надгробиями.
Нижний ярус мемориала построен в виде Площадки памяти, возвышающейся над днищем балки ― могилой десятков тысяч жертв. Здесь находится скульптурная группа «Жертвы расстрела». От неё вверх по склону поднимается Аллея памяти.
9 мая 1975 года в Змиёвской балке был открыт мемориал жертвам нацизма. В 1990-е и 2000-е годы мемориал пришёл в плачевное состояние — музей не работал, асфальтовое покрытие дорожек разрушилось, газ в горелку Вечного огня не подавался.
В 2009 году были начаты ремонтно-восстановительные работы и мемориал был восстановлен в конце ноября 2009 года.

Мемориал «Жертвам фашизма».

В 2011 году на мемориальном комплексе заменили памятную доску. На прежней, установленной в 2004 году, была надпись: «11-12 августа 1942 года здесь было уничтожено нацистами более 27 тысяч евреев. Это самый крупный в России мемориал Холокоста». На новой табличке слово «евреев» заменено на «27 тысяч мирных граждан Ростова-на-Дону и советских военнопленных».
В декабре 2013 года постановлением Администрации города на основании решения городской межведомственной комиссии по наименованиям общественно-значимых мест, установке памятных знаков, увековечению имен выдающихся людей и памятных событий — было принято решение об изменении текста на памятной доске. Вновь утверждённый текст звучит так:

«Здесь, в Змиевской балке, в августе 1942 года гитлеровскими оккупантами было уничтожено более 27 тысяч мирных граждан Ростова-на-Дону и советских военнопленных. Среди убитых — представители многих национальностей. Змиевская балка — крупнейшее на территории Российской Федерации место массового уничтожения фашистскими захватчиками евреев в период Великой Отечественной войны».